# Кафедра дизайну та основ архітектури Львівської політехніки
Кафедра дизайну та основ архітектури Інституту архітектури та дизайну Національного університету "Львівська політехніка" -  структурний підрозділ НУ "Львівська політехніка", що проводить освітню, наукову та методичну діяльність спрямовану на підготовку дизайнерів за спуціальністю В2 «Дизайн», на основі нової освітньо-професійної програми «Інтер’єр та просторовий дизайн», приймає важливу участь в підготовці архітекторів, які навчаються за спеціальність G17 «Архітектура та містобудування». Є безпосередньою спадкоємицею найстаршої та безперервної традиції дизайнерської освіти в Україні, початки якої були закладені у 1730 р.

## Історія

### Витоки
Кафедра «Дизайн та основи архітектури» Національного університету «Львівська політехніка» є спадкоємицею однієї з найдавніших безперервних традицій архітектурно-дизайнерської освіти в Україні та Європі. Її історія нерозривно пов’язана з історією цього найстарішого технічного закладу вищої освіти України. 
Оскільки початкова діяльність кафедри була спрямована на художньою підготовкою архітекторів, першим етапом її формування можна вважати організацію дворічних художніх курсів у стінах львівського університету в 1730 р., для післядипломної підготовки архітекторів.

### Австрійський період
Розвиток дизайнерської та архітектурної освіти рамках львівської архітектурної школи бере свій початок з ХІХ ст., з часу відкриття у Львові, згідно з декретом австрійської влади від 7 листопада 1817 р., трирічної реальної школи за зразком віденської. У результаті багаторічних зусиль крайового товариства та Галицького парламенту цісарським указом від 24 січня 1843 р. було створено Цісарсько-королівську технічну академію, урочисте відкриття якої відбулося 4 листопада 1844 р.
У 1872-1873 навчальному році був впроваджений поділ навчання на три окремі професійні напрямки, серед них був Будівельний відділ, на якому навчали архітектурі. У 1872 році при Цісарсько-королівській технічній академії на Відділі будівництва була створена кафедра «Рисунку та моделювання». Першим очільником кафедри став відомий львівський митець італійського походження професор Леонард Марконі. У 1876 р. для того, щоб привести у відповідність назву навчального закладу до закладів подібного типу в Австро-Угорщині, було запропоновано змінити назву на Політехнічну школу (Szkoła Politechniczna).   
У 1877 р. Технічна академія була перейменована у Політехнічну школу. У цей час. багато уваги стали приділяти історії архітектури, вивчення якої становить один із важливих напрямків діяльності  сьогоднішньої кафедри ДОА. Так, у 1877 р. свою роботу розпочав приват-доцент Міхал Ковальчук, який став викладати історію архітектури, а також К.Клочковський, який викладав естетичну теорію архітектури.
На березень 1894 р. у Львівській Політехнічний школі функціонували кафедри, які з повним правом можна назвати попередниками сучасної кафедри ДОА: це кафедра, на якій викладали архітектурні форми та естетику архітектури (також архітектурне проектування), завідувачем якої був Юліан Захаревич – перший ректор Політехнічної школи та архітектор комплексу будівель навчального закладу.  Його наступником став Едгар Ковач, який був завідувачем кафедри від 1900 до 1910 р. А також вищезгадана кафедра рисунку та моделювання, якою до 1899 р. керував Леонард Марконі, а його наступником був від 1901 р. до 1911 р. Теодор Тальовський.  

### Міжвоєнний період
Відповідно до джерел окремий Архітектурний відділ постав у 1894 р. Проте, аналіз публікованих програм навчального закладу подає першу згадку про Архітектурний відділ лише у програмі за 1919-1920 рр., тобто вже у міжвоєнний період. У тому ж навчальному році, було прийняте рішення про зміну назви навчального закладу і від 28 червня 1921 р. заклад Політехнічна школа стала називатися Львівською політехнікою. Серед кафедр, які функціонували у міжвоєнний час, можна визначити ті, які мають безпосереднє відношення до сьогоднішньої кафедри ДОА та є її прямими попередниками:

- кафедра оздоблювальних рисунків і декорування інтер’єрів, завідувачем якої, починаючи із повоєнного відновлення навчання і до 1933-1934 н.р., був проф. Владислав Садловський. У 1934-1935, 1935-1936 і 1936-1937 н.р. посада завідувача залишалася вакантною. У 1937-1938 н.р. і наступних роках завідувачем був професор Вєслав Гжимальський;

- кафедра історичної архітектури, якою до 1928-1929 н.р. керував проф. Ян Сас-Зубрицький. У 1929-1930 н.р. посада завідувача була вакантною, а з 1930-1931 н.р. до 1933-1934 н.р. завідувачем кафедри був Маріан Осінський. Починаючи із 1934-1935 н.р. і до Другої світової війни посада завідувача залишалася вакантною;

- кафедра фігуральних рисунків, яка три роки (1934-1935, 1935-1936, 1936-1937 н.р.) функціонувала при Архітектурному відділі. У 1934-1935 н.р. посада завідувача була вакантною. У 1935-1936 і 1936-1937 н.р. на посаду заступника завідувача перебував Владислав Лям;

- кафедра історії польської архітектури, яка була створена у 1935-1936 н.р. під керівництвом проф. Маріана Осінського.

### Радянський період
Після Другої світової війни та встановленні радянської влади значні зміни торкнулися навчального закладу. «Львівська політехніка» була перейменована на Політехнічний інститут. Серйозні зміни торкнулися Архітектурного відділу. У 1946 р. практично всі професори Львівської політехніки у межах політики репатріації виїхали до Польщі. Серед працівників Львівської політехніки у Львові залишилися лише Іван Багенський та Маріан Нікодемович.
В умовах індустріалізації та розвитку промисловості у міжвоєнний період партійним керівництвом було визнано, що потреба в архітектурних кадрах є низькою. Тому у повоєнний час на архітектурну спеціальність приймали лише 25 студентів (одночасно різко збільшився набір на технічні спеціальності). Архітекторів стали готувати не на своєму окремому факультеті, а у межах інженерно-будівельного, де архітектура стала однією з трьох спеціальностей. Таким чином, у післявоєнний час архітекторів готувала лише одна кафедра, яка називалася кафедра архітектурного проектування, яку очолив Іван Багенський. Окрім неї, ще кілька років працювала кафедра малюнку, завідувачем якої був доцент Іван Бойченко, скерований з Харкова. Згодом кафедра малюнку була таки приєднана до кафедри архітектурного проектування.
Ще складніші часи для архітектурної спеціальності настали з 1953 р. після Всесоюзної наради з будівництва, яка відбулася за ініціативи М.Хрущова. Архітектурну справу остаточно підпорядкували вимогам будівельної індустрії. У результаті цього набір на архітектурну спеціальність було остаточно припинено.  У 1960 р. у Львівському політехнічному інституті архітектурну спеціальність було відновлено, проте у формі підготовки спеціалістів для меблевої промисловості по спеціальності «Проектування інтер’єрів і меблів». Згодом у назву спеціальності було уведено слово «архітектура». Архітектурний факультет було відновлено лише у 1971 р. Секції, які існували при кафедрі архітектурного проектування були перетворені на повноцінні кафедри. Таким чином у 1971 р. знову відновила свою діяльність кафедра малюку під керівництвом доцента Романа Липки, який очолював кафедру до 1987 р.

### Період Незалежності
Кафедра забезпечувала підготовку у сфері історії архітектури, архітектурної графіки та композиції, а також викладати дисципліни рисунок та живопис. З 1987 р. по 2015 р. завідуючим кафедри був доктор архітектури, професор Богдан Черкес., який був деканом Архітектурного факультету. А згодом – директором Інституту архітектури. У 1990 р.  кафедра була перейменована на кафедру «Художніх основ та історії архітектури». 
У 1998 р. накопичений значний досвід у галузі мистецької освіти, а також завдяки діяльності професора Ярослава Боднара, був відкрити новий напрямок підготовки студентів галузі знань «Культура та мистецтво» спеціальності 022 «Дизайн», спеціалізації «Дизайн середовища». Відповідно, назва кафедри також була змінена і і від того часу по сьогодні вона називається «Дизайн та основи архітектури». З 2015 р. по сьогоднішній день кафедру очолює доктор архітектури, професор Світлана Лінда.
Напрямок «Дизайн середовища» почав інтенсивно розвиватися. Якщо перший у 1997 р. набір становив всього 9 студентів., то у передвоєнний час (до 2022 р.) у середньому на перший курс поступала до 100 студентів, формуючи таким чином 3 або 4 академічні групи. У зв’язку з успішним розвитком дизайнерської освіти на кафедрі ДОА та збільшенні частки студентів-дизайнерів у загальній кількості студентів Інститут архітектури, у 2019 р. він був перейменований в Інститут Архітектури і дизайну – ІАРД.
Працівники кафедри постійно працювали над вдосконаленням викладання дисциплін. У зв’язку з цим в освітньо-професійній програмі 2018 р. вже було сформовано два вибіркові блоки для студентів-дизайнерів  – «Дизайн предметного середовища» і «Дизайн візуальних комунікацій». У 2023 р. кількість вступників значно зросла і на перший курс було прийнято 216 студентів, які сформували 7 академічних груп. Велика популярність спеціальності та зростаюча кількість студенів дозволили кафедрі ДОА стала материнською для іншої – новоствореної кафедри «Візуального дизайну та мистецтва», що була заснована керівництвом університету у 2024 р. на базі вибіркового блоку «Дизайн візуальних комунікацій».

## Освіта
Кафедра «Дизайн та основи архітектори» готує дизайнерів спеціальності В2 «Дизайн», на основі нової освітньо-професійної програми «Інтер’єр та просторовий дизайн», яка містить три вибіркові блоки: «Інтер’єр та обладнання», «Просторовий дизайн», «Дизайн в історичному інтер’єрі». Кафедра здійснює підготовку магістрів на освітньо-професійній та освітньо-науковій програмі «Дизайн». Кафедра готує спеціалістів у проектуванні інтер’єрів житлових та громадських приміщень, проектуванні відкритих просторів (громадські простори, ландшафтний дизайн), просторових форм (інсталяції, арт-обєкти), а також спеціалістів у дизайні інтер’єрів в об’єктах культурної спадщини. Особливістю програми є: широке використання мистецького спрямування та водночас комп'ютерних технологій дизайну на всіх етапах навчання.  Курсове проектування провадять викладачі-практики із глибоким особистим досвідом проектування та реалізації проектів з дизайну інтер’єру та простору. Професійна відповідальність, міждисциплінарність, мистецька чутливість і надійна дизайнерська майстерня є важливими атрибутами особистості випускника нашої кафедри, які формуються протягом навчального процесу.
Успішні випускники-магістри мають можливість продовжити навчання в аспірантурі в рамках кваліфікації «Доктор філософії з галузі культури і мистецтва за спеціальністю дизайн» за освітньою програмою «Дизайн», котра охоплює широке коло сучасних інноваційних векторів розвитку теорії і практики дизайну, що формує актуалізовану теоретико-прикладну базу для проведення наукових досліджень.
Продовжуючи історичну традицію кафедра приймає важливу участь в підготовці архітекторів, які навчаються за спеціальність G17 «Архітектура та містобудування». На кафедрі читають такі дисципліни як «Історія всесвітньої архітектури», «Сучасна архітектура», «Історія архітектури України», «Сучасні архітектурні теорії та доктрини», «Рисунок, живопис і скульптура», а також «Архітектурна композиція і кольорознавство».